# Jericho 941

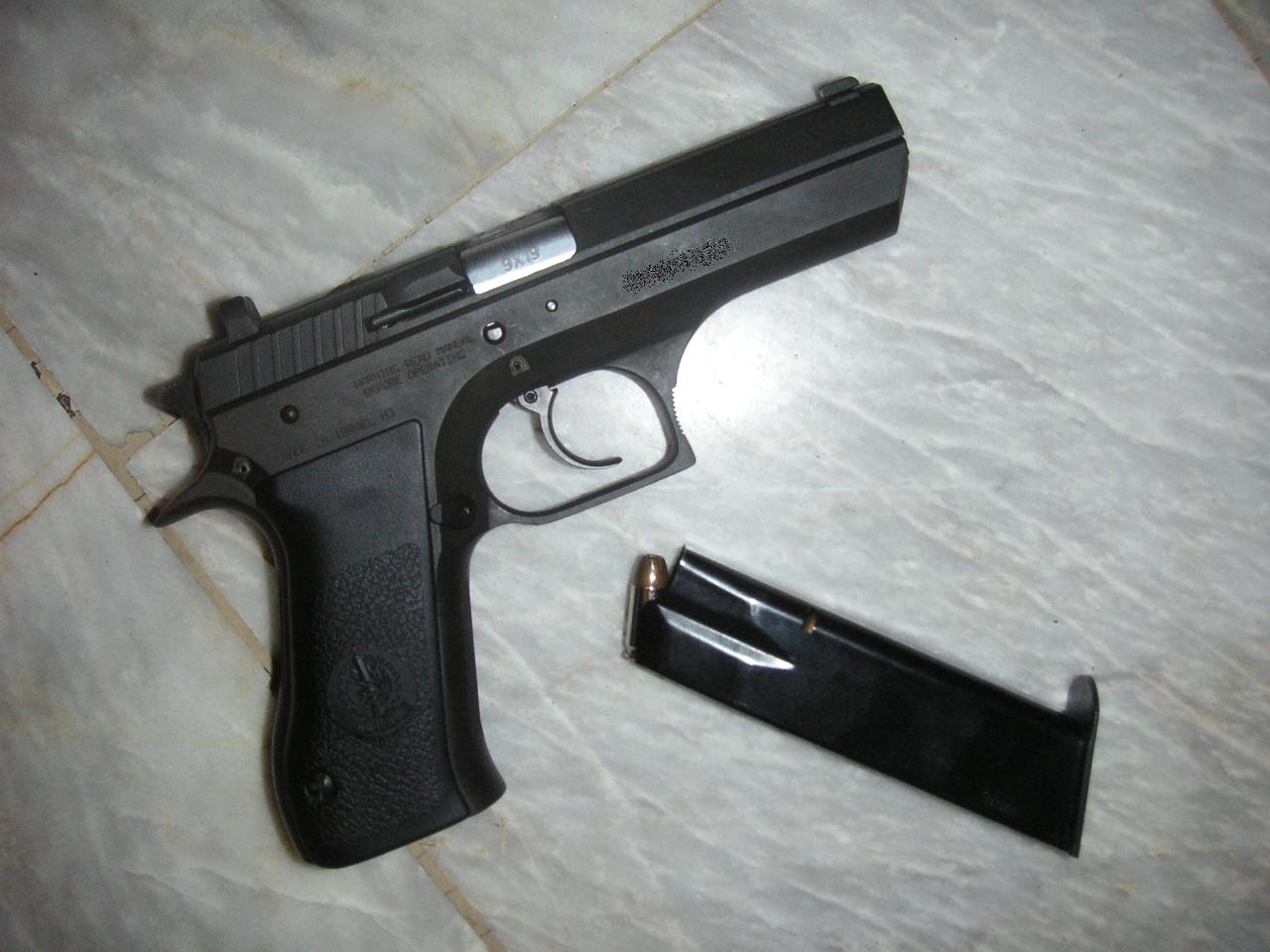
Jericho 941 F avec chargeur.

Les pistolets Jericho sont fabriqués depuis 1990 par l’Israel Weapon Industries (IWI) qui a conçu le célèbre Uzi. Ce pistolet est basé sur le CZ 75 tchèque. Il est  disponible en 3 calibres différents : 9 mm, .40 S&W, .45 ACP.  Une conversion 22 lr existe pour pouvoir s'entraîner en tir réduit et à coût modéré. Cette arme fut également en service dans sa version 941 et 941f dans le service de protection rapprochée de la sûreté de l’État belge.

## Caractéristiques techniques
Les versions basiques fonctionnent en simple ou double action. La carcasse peut être en acier (Jericho F) ou en polymère (Jericho L apparu au début des années 2000).
Le canon comporte des rayures hexagonales et non pas en plates. L'encrassement du canon est alors réduit tout en conservant une bonne précision.
C'est un dérivé du très célèbre CZ 75 lui-même dérivé du très solide et très éprouvé Browning GP35. Il partage d'ailleurs les mêmes chargeurs que les CZ75 et Tanfoglio TA 95 dont il partage également bon nombre de pièces.

## Évaluation
Le Jericho offre une très bonne ergonomie assurant un confort pour toutes les tailles de mains. 
Il reste précis pour le combat jusqu'à 50 m. 
Un tireur entraîné peut obtenir une cadence de 30 coups par minute (environ 2 chargeurs).
La détente ne comporte pas de bossette mais elle est filante à la mode des armes longues russes mais toutefois gérable car tout en glisse continue.
Les instruments de visée sont très nets et très pratiques.
L'arme a tendance à tirer haut en cible, ce qui lui permet une polyvalence au niveau distance de tir.
Il est réputé tirer toutes sortes de cartouches sauf les balles en plomb incompatibles avec les rayures du canon.

## Modèles
| MODÈLE | Munition                                              | Matériau de la carcasse | Longueur totale | Longueur du canon | Masse avec chargeur vide | Chargeur               |
| --- | ----------------------------------------------------- | ----------------------- | --------------- | ----------------- | ------------------------ | ---------------------- |
| 941R/941F | 9mm Parabellum/.40 S&W/.41 Action Express             | Acier                   | 20,7 cm         | 11,2 cm           | 1,09 kg                  | 16/12/11 cartouches    |
| 941RS/FS (S pour Short Slide(Culasse courte), version semi-compacte)                                                    | 9mm Parabellum/.40 S&W/.41 Action Express/.45 ACP     | Acier                   | 19,2 cm/14 cm   | 9,6 cm            | 1,01 kg                  | 16/12/11/10 cartouches |
| 941RB/FB (B pour Baby : version compacte)                                                                               | 9mm Parabellum/.40 S&W/.41 Action Express             | Acier                   | 18,4 cm/12,5 cm | 8,9 cm            | 0,945 kg                 | 13/9/8 cartouches      |
| 941PS (PS pour Police Special)/Combat : version TSV du 941FS avec frein de bouche court)                                | 9mm Parabellum                                        | Acier                   | 23 cm           | 10,4 cm           | 1,05 kg                  | 16 cartouches          |
| 941/Jericho ISPC (version TSV du 941F avec frein de bouche long et visée réglable. Peut recevoir un viseur point rouge) | 9mm Parabellum/9mm IMI/.40 S&W (trousse de conversion | Acier                   | 25,6 cm         | 13;3 cm           | 1,3 kg                   | 16/16/12 cartouches    |
| 9411FL | 9mm Parabellum/.40 S&W                                | Polymère                | 20,7 cm         | 11,2 cm           | 0,8 kg                   | 16/12 cartouches       |
| 941FSL(S pour Short Slide(Culasse courte), version semi-compacte)                                                       | 9mm Parabellum/.40 S&W/.45 ACP                        | Polymère                | 19,2 cm/        | 9,6 cm            | 0,72 kg                  | 16/12 cartouches       |
| 941FBL(B pour Baby : version compacte)                                                                                  | 9mm Parabellum/.40 S&W                                | Polymère                | 18,4 cm         | 8,9 cm            | 0,68 kg                  | 13/9 cartouches        |

## Diffusion
Bénéficiant de la réputation de son fabricant et de celle du modèle original, le Jericho est en service dans de nombreux pays :
- Belgique :  Fut en service limité dans la Police belge.
- Chili : le Jericho FSL est une des armes de service de la Policía de Investigaciones de Chile.
- Colombie : version Jericho PL acquise par la Police nationale colombienne et produite sous licence par les Indumil.
- Costa Rica : Intégré à l'armement standard de la Force Publique.
- Côte d'Ivoire : Figure dans l'arsenal de la gendarmerie nationale.
- États-Unis : Importé sous les noms de Uzi Eagle, Baby Eagle ou Jericho, il est acheté par les citoyens pour leur défense personnelle.
- Géorgie : Figure dans l'arsenal des Forces armées depuis 2009.
- Grèce : En service chez les Gardes-Côtes.
- Hongrie : En dotation au sein  de la  police hongroise .
- Israël : Figure dans l'arsenal de la  police israélienne au côté des Glock. Il est acheté par les civils pour leur défense personnelle.
- Philippines
- Roumanie;
- Serbie
- Ukraine : Est fabriqué sous licence comme Fort-21[1]

## Sources
1. ↑  « Weapons of ukraine fort pistols », sur survincity.com (consulté le 15 novembre 2023).

Cette notice est issue de la lecture des revues spécialisées de langue française suivantes :
- Cibles (Fr)
- AMI/ArMI/Fire (B)
- Action Guns  (Fr)